# Oscar Piastri
Oscar Jack Piastri (ur. 6 kwietnia 2001 w Melbourne) – australijski kierowca wyścigowy, startujący w mistrzostwach świata Formuły 1 od sezonu 2023 w zespole McLaren. Mistrz Formuły 2 (2021), mistrz Formuły 3 (2020) i mistrz Europejskiego Pucharu Formuły Renault 2.0 (2019). Zwycięzca ośmiu wyścigów i dwóch sprintów Formuły 1.

## Wyniki

### Formuła 3
| Legenda oznaczeń w tabelach wyników Wyświetl szablon na nowej stronie | Legenda oznaczeń w tabelach wyników Wyświetl szablon na nowej stronie                                                                     |
| Oznaczenie                                                            | Wyjaśnienie |
| --------------------------------------------------------------------- | --- |
| Złoty                                                                 | Zwycięzca lub mistrzostwo |
| Srebrny                                                               | 2. miejsce lub wicemistrzostwo |
| Brązowy                                                               | 3. miejsce lub II wicemistrzostwo |
| Zielony                                                               | Ukończył, punktował (w klasyfikacji generalnej, gdy zdobył co najmniej jeden punkt na przestrzeni sezonu, poza trzema powyższymi opcjami) |
| Niebieski                                                             | Ukończył, nie punktował (w klasyfikacji generalnej, gdy nie zdobył co najmniej jednego punktu na przestrzeni sezonu)                      |
| Czerwony                                                              | Nie zakwalifikował się (NZ) |
| Czerwony                                                              | Nie prekwalifikował się (NPK) |
| Różowy                                                                | Nie ukończył (NU) |
| Różowy                                                                | Niesklasyfikowany (NS) (w klasyfikacji generalnej, gdy nie został sklasyfikowany w żadnym wyścigu sezonu)                                 |
| Czarny                                                                | Zdyskwalifikowany (DK) |
| Czarny                                                                | Wykluczony (WYK/EX) |
| Biały                                                                 | Nie wystartował (NW) |
| Biały                                                                 | Kontuzjowany (K/INJ) |
| Biały                                                                 | Wyścig odwołany (OD/C) |
| Bez koloru                                                            | Został wycofany (WYC/WD) |
| Bez koloru                                                            | Nie przybył (NP/DNA) |
| Bez koloru                                                            | Nie brał udziału w treningach (NT/DNP) |
| Bez koloru                                                            | Nie został zgłoszony (–) |
| Pogrubienie                                                           | Start z pole position |
| Kursywa                                                               | Najszybsze okrążenie wyścigu |
| †                                                                     | Nie ukończył, ale jego rezultat został zaliczony ze względu na przejechanie więcej niż 90% dystansu wyścigu.                              |
| *                                                                     | Sezon w trakcie |
| 1/2/3                                                                 | Punktowana pozycja w sprincie |
| Lista systemów punktacji Formuły 1                                    | |

| Rok  | Zespół       | Wyniki w poszczególnych eliminacjach | Wyniki w poszczególnych eliminacjach | Wyniki w poszczególnych eliminacjach | Wyniki w poszczególnych eliminacjach | Wyniki w poszczególnych eliminacjach | Wyniki w poszczególnych eliminacjach | Wyniki w poszczególnych eliminacjach | Wyniki w poszczególnych eliminacjach | Wyniki w poszczególnych eliminacjach | Wyniki w poszczególnych eliminacjach | Wyniki w poszczególnych eliminacjach | Wyniki w poszczególnych eliminacjach | Wyniki w poszczególnych eliminacjach | Wyniki w poszczególnych eliminacjach | Wyniki w poszczególnych eliminacjach | Wyniki w poszczególnych eliminacjach | Wyniki w poszczególnych eliminacjach | Wyniki w poszczególnych eliminacjach | Punkty | Pozycja |
| ---- | ------------ | ------------------------------------ | ------------------------------------ | ------------------------------------ | ------------------------------------ | ------------------------------------ | ------------------------------------ | ------------------------------------ | ------------------------------------ | ------------------------------------ | ------------------------------------ | ------------------------------------ | ------------------------------------ | ------------------------------------ | ------------------------------------ | ------------------------------------ | ------------------------------------ | ------------------------------------ | ------------------------------------ | ------ | ------- |
| 2020 | Prema Racing | RBR                                  | RBR                                  | RBR                                  | RBR                                  | HUN                                  | HUN                                  | SIL                                  | SIL                                  | SIL                                  | SIL                                  | CAT                                  | CAT                                  | SPA                                  | SPA                                  | MNZ                                  | MNZ                                  | MUG                                  | MUG                                  | 164    | 1       |
| 2020 | Prema Racing | 1                                    | 8                                    | 4                                    | 5                                    | 2                                    | 2                                    | 2                                    | NU                                   | 7                                    | 6                                    | 6                                    | 1                                    | 5                                    | 6                                    | 3                                    | NU                                   | 11                                   | 7                                    | 164    | 1       |

### Formuła 2
| Rok  | Zespół       | Wyniki w poszczególnych eliminacjach | Wyniki w poszczególnych eliminacjach | Wyniki w poszczególnych eliminacjach | Wyniki w poszczególnych eliminacjach | Wyniki w poszczególnych eliminacjach | Wyniki w poszczególnych eliminacjach | Wyniki w poszczególnych eliminacjach | Wyniki w poszczególnych eliminacjach | Wyniki w poszczególnych eliminacjach | Wyniki w poszczególnych eliminacjach | Wyniki w poszczególnych eliminacjach | Wyniki w poszczególnych eliminacjach | Wyniki w poszczególnych eliminacjach | Wyniki w poszczególnych eliminacjach | Wyniki w poszczególnych eliminacjach | Wyniki w poszczególnych eliminacjach | Wyniki w poszczególnych eliminacjach | Wyniki w poszczególnych eliminacjach | Wyniki w poszczególnych eliminacjach | Wyniki w poszczególnych eliminacjach | Wyniki w poszczególnych eliminacjach | Wyniki w poszczególnych eliminacjach | Wyniki w poszczególnych eliminacjach | Wyniki w poszczególnych eliminacjach | Punkty | Pozycja |
| ---- | ------------ | ------------------------------------ | ------------------------------------ | ------------------------------------ | ------------------------------------ | ------------------------------------ | ------------------------------------ | ------------------------------------ | ------------------------------------ | ------------------------------------ | ------------------------------------ | ------------------------------------ | ------------------------------------ | ------------------------------------ | ------------------------------------ | ------------------------------------ | ------------------------------------ | ------------------------------------ | ------------------------------------ | ------------------------------------ | ------------------------------------ | ------------------------------------ | ------------------------------------ | ------------------------------------ | ------------------------------------ | ------ | ------- |
| 2021 | Prema Racing | BHR                                  | BHR                                  | BHR                                  | MON                                  | MON                                  | MON                                  | BAK                                  | BAK                                  | BAK                                  | SIL                                  | SIL                                  | SIL                                  | MNZ                                  | MNZ                                  | MNZ                                  | SOC                                  | SOC                                  | SOC                                  | JED                                  | JED                                  | JED                                  | YAS                                  | YAS                                  | YAS                                  | 252,5  | 1       |
| 2021 | Prema Racing | 5                                    | 1                                    | 19†                                  | 8                                    | 2                                    | 2                                    | NU                                   | 8                                    | 2                                    | 6                                    | 4                                    | 3                                    | 4                                    | 7                                    | 1                                    | 9                                    | OD                                   | 1                                    | 8                                    | 1                                    | 1‡                                   | 3                                    | NU                                   | 1                                    | 252,5  | 1       |

### Formuła 1
| Rok  | Zespół          | Samochód      | Silnik                        | Wyniki w poszczególnych eliminacjach | Wyniki w poszczególnych eliminacjach | Wyniki w poszczególnych eliminacjach | Wyniki w poszczególnych eliminacjach | Wyniki w poszczególnych eliminacjach | Wyniki w poszczególnych eliminacjach | Wyniki w poszczególnych eliminacjach | Wyniki w poszczególnych eliminacjach | Wyniki w poszczególnych eliminacjach | Wyniki w poszczególnych eliminacjach | Wyniki w poszczególnych eliminacjach | Wyniki w poszczególnych eliminacjach | Wyniki w poszczególnych eliminacjach | Wyniki w poszczególnych eliminacjach | Wyniki w poszczególnych eliminacjach | Wyniki w poszczególnych eliminacjach | Wyniki w poszczególnych eliminacjach | Wyniki w poszczególnych eliminacjach | Wyniki w poszczególnych eliminacjach | Wyniki w poszczególnych eliminacjach | Wyniki w poszczególnych eliminacjach | Wyniki w poszczególnych eliminacjach | Wyniki w poszczególnych eliminacjach | Wyniki w poszczególnych eliminacjach | Punkty | Pozycja |
| ---- | --------------- | ------------- | ----------------------------- | ------------------------------------ | ------------------------------------ | ------------------------------------ | ------------------------------------ | ------------------------------------ | ------------------------------------ | ------------------------------------ | ------------------------------------ | ------------------------------------ | ------------------------------------ | ------------------------------------ | ------------------------------------ | ------------------------------------ | ------------------------------------ | ------------------------------------ | ------------------------------------ | ------------------------------------ | ------------------------------------ | ------------------------------------ | ------------------------------------ | ------------------------------------ | ------------------------------------ | ------------------------------------ | ------------------------------------ | ------ | ------- |
| 2023 | McLaren F1 Team | McLaren MCL60 | Mercedes F1 M14 E Performance | Bahrajn                              | Arabia Saudyjska                     | Australia                            | Azerbejdżan                          | Stany Zjednoczone                    | Monako                               | Hiszpania                            | Kanada                               | Austria                              | Wielka Brytania                      | Węgry                                | Belgia                               | Holandia                             | Włochy                               | Singapur                             | Japonia                              | Katar                                | Stany Zjednoczone                    | Meksyk                               |                                      | Stany Zjednoczone                    |                                      |                                      |                                      | 97     | 9       |
| 2023 | McLaren F1 Team | McLaren MCL60 | Mercedes F1 M14 E Performance | NU                                   | 15                                   | 8                                    | 11                                   | 19                                   | 10                                   | 13                                   | 11                                   | 16                                   | 4                                    | 5                                    | NU2                                  | 9                                    | 12                                   | 7                                    | 3                                    | 21                                   | NU                                   | 8                                    | 14                                   | 10                                   | 6                                    |                                      |                                      | 97     | 9       |
| 2024 | McLaren F1 Team | McLaren MCL38 | Mercedes F1 M15 E Performance | Bahrajn                              | Arabia Saudyjska                     | Australia                            | Japonia                              |                                      | Stany Zjednoczone                    | Emilia-Romania                       | Monako                               | Kanada                               | Hiszpania                            | Austria                              | Wielka Brytania                      | Węgry                                | Belgia                               | Holandia                             | Włochy                               | Azerbejdżan                          | Singapur                             | Stany Zjednoczone                    | Meksyk                               |                                      | Stany Zjednoczone                    | Katar                                |                                      | 292    | 4       |
| 2024 | McLaren F1 Team | McLaren MCL38 | Mercedes F1 M15 E Performance | 8                                    | 4                                    | 4                                    | 8                                    | 87                                   | 136                                  | 4                                    | 2                                    | 5                                    | 7                                    | 2                                    | 4                                    | 1                                    | 2                                    | 4                                    | 2                                    | 1                                    | 3                                    | 5                                    | 8                                    | 82                                   | 7                                    | 31                                   | 10                                   | 292    | 4       |
| 2025 | McLaren F1 Team | McLaren MCL39 | Mercedes F1 M16 E Performance | Australia                            |                                      | Japonia                              | Bahrajn                              | Arabia Saudyjska                     | Stany Zjednoczone                    | Emilia-Romania                       | Monako                               | Hiszpania                            | Kanada                               | Austria                              | Wielka Brytania                      | Belgia                               | Węgry                                | Holandia                             | Włochy                               | Azerbejdżan                          | Singapur                             | Stany Zjednoczone                    | Meksyk                               |                                      | Stany Zjednoczone                    | Katar                                |                                      | 266*   | 1*      |
| 2025 | McLaren F1 Team | McLaren MCL39 | Mercedes F1 M16 E Performance | 9                                    | 12                                   | 3                                    | 1                                    | 1                                    | 12                                   | 3                                    | 3                                    | 1                                    | 4                                    | 2                                    | 2                                    | 12                                   | 2                                    |                                      |                                      |                                      |                                      |                                      |                                      |                                      |                                      |                                      |                                      | 266*   | 1*      |

### Podsumowanie
| Sezon   | Seria                                     | Zespół                | Starty           | P1               | PP               | NO               | Podia            | Punkty           | Pozycja          |
| ------- | ----------------------------------------- | --------------------- | ---------------- | ---------------- | ---------------- | ---------------- | ---------------- | ---------------- | ---------------- |
| 2016/17 | Formula 4 UAE Championship                | Dragon F4             | 11               | 0                | 0                | 0                | 2                | 94               | 6                |
| 2017    | Brytyjska Formuła 4                       | TRS Arden Junior Team | 30               | 6                | 6                | 5                | 13               | 376,5            | 2                |
| 2018    | Europejski Puchar Formuły Renault         | Arden Motorsport      | 20               | 0                | 0                | 0                | 3                | 110              | 8                |
| 2018    | Północnoeuropejski Puchar Formuły Renault | Arden Motorsport      | 8                | 0                | 0                | 0                | 0                | 0                | NS†              |
| 2019    | Europejski Puchar Formuły Renault         | R-ace GP              | 19               | 7                | 5                | 6                | 11               | 320              | 1                |
| 2020    | Formuła 3                                 | Prema Racing          | 18               | 2                | 0                | 4                | 6                | 164              | 1                |
| 2021    | Formuła 2                                 | Prema Racing          | 23               | 6                | 5                | 6                | 11               | 252,5            | 1                |
| 2022    | Formuła 1                                 | BWT Alpine F1 Team    | Kierowca testowy | Kierowca testowy | Kierowca testowy | Kierowca testowy | Kierowca testowy | Kierowca testowy | Kierowca testowy |
| 2022    | Formuła 1                                 | McLaren F1 Team       | Kierowca testowy | Kierowca testowy | Kierowca testowy | Kierowca testowy | Kierowca testowy | Kierowca testowy | Kierowca testowy |
| 2023    | Formuła 1                                 | McLaren F1 Team       | 22               | 0                | 0                | 2                | 2                | 97               | 9                |
| 2024    | Formuła 1                                 | McLaren F1 Team       | 24               | 2                | 0                | 1                | 8                | 292              | 4                |
| 2025    | Formuła 1                                 | McLaren F1 Team       | 13               | 6                | 4                | 2                | 8                | 266*             | 1*               |